# Sergio Juste i Marín
Sergio Juste Marín (nascut el 12 de gener de 1992), també conegut com a Chechi, és un futbolista catalâ que juga al FE Grama. Principalment defensa central, també pot jugar de lateral dret.

## Carrera de club

### Gimnàstic
Nascut a Tarragona, Catalunya, Juste va començar a jugar a futbol amb el FC Barcelona, i a principis del 2009 es va traslladar al Gimnàstic de Tarragona per completar el seu desenvolupament. El 20 de juny d'aquell any, amb només 17 anys, va debutar com a sènior, jugant 32 minuts en una derrota per 1-0 fora de casa contra la SD Eibar després d'haver entrat com a substitut de Nebojša Marinković.
La temporada 2011-12, amb el club encara a Segona Divisió, Juste va ascendir a l'equip principal –després de passar diversos anys amb l'equip filial CF Pobla de Mafumet– després d'una crisi de lesions, i va ser titular en el primer partit de la temporada el 28 d'agost, contra el Real Valladolid.

### Barcelona
A finals de juny de 2012, després que el Nàstic patís el descens, Juste va tornar al seu primer club, el Barça, signant un contracte de dos anys i fou assignat a el filial. No obstant això, el 15 de juliol, el primer va anunciar que tornaria per jugar la pretemporada.
El 6 d'agost de 2012, el Gimnàstic i el Barça van arribar a un acord per Juste,  i va acceptar un contracte de tres anys amb una clàusula de rescissió de 12 milions d'euros.  Es va lesionar a mitjans d'agost,  i no va tornar fins al 8 de gener de 2013;  poc després va tornar a patir problemes físics, aquesta vegada al genoll, i va estar de baixa la resta de la temporada.
Juste es va lesionar el lligament encreuat anterior el 20 d'agost de 2013 i va estar de baixa durant diversos mesos més.  Finalment va debutar amb el Barça B el 31 de maig de l'any següent, jugant els tres últims minuts d'una victòria per 4-3 a casa contra l'AD Alcorcón.
Tot i haver jugat només un partit en dos anys, Juste va ser nomenat capità de l'equip B el 22 d'agost de 2014.

### Goa
Juste es va traslladar a l'estranger per primera vegada el 14 d'agost de 2017, fitxant per la franquícia de la Superlliga Índia, el FC Goa. Va marcar el seu únic gol per a ells el 28 de febrer de 2018, en el partit inaugural contra l'ATK per 5-1 a casa.

## Carrera internacional

### Selecció catalana
El 30 de desembre de 2011 va debutar amb la selecció catalana, al Trofeu Catalunya Internacional 2011,  contra la selecció de Tunísia, un partit disputat a l'Estadi Olímpic Lluís Companys, que va acabar en empat a 0.

## Estadístiques de carrera
A match played 21 febrer 2021
| Club           | Temporada     | Lliga               | Lliga   | Lliga | Copa    | Copa | Altres  | Altres | Total   | Total |
| Club           | Temporada     | Divisió             | Partits | Gols  | Partits | Gols | Partits | Gols   | Partits | Gols  |
| -------------- | ------------- | ------------------- | ------- | ----- | ------- | ---- | ------- | ------ | ------- | ----- |
| Gimnàstic      | 2008–09       | Segona divisió      | 1       | 0     | 0       | 0    | —       | —      | 1       | 0     |
| Gimnàstic      | 2011–12       | Segunda División    | 24      | 0     | 1       | 0    | —       | —      | 25      | 0     |
| Gimnàstic      | Total         | Total               | 25      | 0     | 1       | 0    | —       | —      | 26      | 0     |
| FC Barcelona B | 2012–13       | Segunda División    | 0       | 0     | —       | —    | —       | —      | 0       | 0     |
| FC Barcelona B | 2013–14       | Segunda División    | 1       | 0     | —       | —    | —       | —      | 1       | 0     |
| FC Barcelona B | 2014–15       | Segunda División    | 15      | 0     | —       | —    | —       | —      | 15      | 0     |
| FC Barcelona B | 2015–16       | Segona Divisió B    | 5       | 0     | —       | —    | —       | —      | 5       | 0     |
| FC Barcelona B | Total         | Total               | 21      | 0     | —       | —    | —       | —      | 21      | 0     |
| Hospitalet     | 2016–17       | Segunda División B  | 36      | 2     | 0       | 0    | —       | —      | 36      | 2     |
| Goa            | 2017–18       | Indian Super League | 11      | 1     | 1       | 0    | —       | —      | 12      | 1     |
| Hospitalet     | 2018–19       | Tercera Divisió     | 26      | 1     | —       | —    | 2       | 0      | 28      | 1     |
| Hospitalet     | 2019–20       | Tercera División    | 2       | 0     | —       | —    | —       | —      | 2       | 0     |
| Hospitalet     | 2020–21       | Segunda División B  | 10      | 0     | —       | —    | —       | —      | 10      | 0     |
| Hospitalet     | Total         | Total               | 38      | 1     | —       | —    | 2       | 0      | 40      | 1     |
| Total carrera  | Total carrera | Total carrera       | 131     | 4     | 2       | 0    | 2       | 0      | 135     | 4     |